# 1984 (фільм, 2023)
1984 — фінсько-російський науково-фантастичний антиутопічний чорний комедійний фільм-драма 2023 року режисера Діани Рінго. Фільм заснований на однойменному романі Джорджа Орвелла 1949 року, а також містить посилання на роман Євгена Замятіна «Ми».

## Сюжет
У похмурому і задушливому суспільстві, де панує всюдисуща фігура Великого Брата, індивідуальні свободи залишаються далеким спогадом, поглинутим постійним наглядом. Мистецтво зневажається, а фантазія вважається небезпечною хворобою. Серед цього гнітючого ландшафту геніальний математик виявляється вплутаним у заборонений роман із колегою-інтелектуалом. У світі, де свобода — це рабство, а будь-яка опозиція залізному правилу несе смертельні наслідки, він постає перед непростим вибором: приєднатися до опору проти всесильного Великого Брата чи залишитися слухняним громадянином Єдиній Державі.

## У ролях
| Актор             | Роль                                       |
| ----------------- | ------------------------------------------ |
| Олександр Обманов | математик D503                             |
| Володимир Іваній  | в'язнів E202                               |
| Олексій Шаранін   | філолог C340                               |
| Діана Рінго       | співробітниця відділу художньої літератури |
| Євгеній Казак     | ведучий концерту                           |
| Ілля Ярославцев   | член партії                                |
| Віктор Коровін    | фельдшер                                   |
| Сергій Нікітін    | інженер                                    |
| Ілля Дрознін      | тюремник                                   |
| Антон Бірюков     | ворог народу L723                          |
| Владислав Кувіцин | молодший лікар                             |
| Сергій Буданов    | старший лікар                              |
| Діма Рубін        | внутрішньопартійний чиновник               |
| Сергій Хрустальов | внутрішньопартійний чиновник               |
| Олексій Шамаєв    | Міністр Єдиної Держави                     |
| Максим Шилов      | поліцейський                               |

## Виробництво
Фільм є третьою повнометражною екранізацією роману «1984» Джорджа Орвелла. Присвячений 120-річчю від дня народження Джорджа Орвелла.
Знімався у Москві. «1984» — це фільм незалежного виробництва, знятий без підтримки російського уряду або інших державних коштів. Рінго сказала, що хотіла зняти фільм, який би показав гумористичну та сатиричну сторону «1984». Під час написання сценарію на неї також вплинув роман Євгена Замятіна «Ми», який послужив джерелом натхнення для Джорджа Орвелла під час написання «1984». Орвелл високо оцінив роман «Ми», на який він також написав рецензію в 1946 році. «Ми» має схожий сюжет і атмосферу з романом «1984».
Весь саундтрек до фільму написала Діана Рінго.

## Реліз
Перший трейлер «1984» вийшов 21 листопада 2022 року.
Фільм «1984» вийшов на цифровому стрімінговому сервісі Prime Video 15 листопада 2023 року. Того ж дня вийшов фінальний трейлер фільму.